# Kasimir Malevitch
Kasimir Severinovitch Malevitch (en russe : Казимир Северинович Малевич ; en polonais : Kazimierz Malewicz), né le 11 février 1879 (23 février dans le calendrier grégorien),, à Kiev (Empire russe), de parents polonais, et mort le 15 mai 1935 à Léningrad, à l'âge de 56 ans, d'un cancer, est un des premiers artistes abstraits du XXe siècle. Peintre, dessinateur, sculpteur et théoricien, Malevitch est le créateur d'un courant artistique qu'il dénomma « suprématisme ».

## Biographie
Kasimir Malevitch nait à Kiev en Ukraine à la maternité catholique Kiev-Vasilkovskaja de Saint-Alexandre. Son père, Severin Antonovitch Malevitch (1845-1902), est le directeur de l'une des usines de raffinage de sucre industriel (betterave) de l'homme d'affaires ukrainien Nicolas Terechtchenko. Sa mère, A. Ludwig (1858-1942), est femme au foyer. Kasimir Malevitch est l'aîné de 14 enfants, dont 9 filles ayant survécu à l'âge adulte.
Il fréquente de 1895 à 1896, l'école de peinture de Kiev dans la classe du peintre Nikolay Pymonenko. Les deux années suivantes, il étudie au collège de Parhomovka (Russie impériale).
De 1898 à 1904, le jeune Kasimir vit à Koursk (Russie). Il se marie en 1899 avec Kazimiera Zglejc (ou, retranscrit du russe : Kasimira Ivanovna Zgleits) (1883[réf. nécessaire]-1942), avec laquelle il a deux enfants, Anatolii (1902) et Galina (1909). Puis il s'installe à Moscou en 1904. Après le décès de son père, il travaille comme dessinateur industriel pour les chemins de fer.
Il développe en fait surtout son activité de peintre en autodidacte en s'inspirant des courants qu'il peut observer autour de lui et des avant-gardes européennes : réalisme, impressionnisme, symbolisme, cézannisme, fauvisme, néo-primitivisme, cubo-futurisme, cubisme alogique, suprématisme, supranaturalisme. Cela était possible notamment grâce à la possibilité de visiter les collections d'Ivan Morozov et Sergueï Chtchoukine qui avaient déjà fait une sélection des peintres modernes français.
Les œuvres de ses débuts reprennent exactement ces tendances comme on peut le voir dans le Baigneur de 1910 qui est explicitement fauviste, le Bûcheron, 1912, s'inspirant des tubes de Léger ou encore le Remouleur de 1912 futuriste.
Il s'intègre également à l'avant-garde russe en participant aux expositions du « Valet de carreau » (1910), de « la Queue d'âne » (1912) et de « la Cible » (1913).
C'est à cette période qu'il développe une tendance zaoum. Cette expression désigne une façon de déconstruire la langue en fonction des sons et non plus des significations. Il a emprunté plusieurs voies pour le retranscrire en peinture : des toiles et dessins a-logiques comme Un Anglais à Moscou, des dessins qui sont définis par leur titre comme Rixe sur le boulevard et enfin la création d'un opéra zaoum. En 1913, il monte avec Mikhaïl Matiouchine pour la musique et Alexei Kroutchenykh pour le livret l'opéra avant-gardiste Victoire sur le soleil joué en décembre à Saint-Pétersbourg. Malevitch crée des costumes géométriques et des décors composés de toiles aux formes carrées. C'est alors qu'il va ensuite chercher à tirer le fil de cette esthétique dans sa peinture.
En 1915, après l'« Exposition Tramway V » du mois de mars, il présente à l'« Exposition 0.10 », tenue à Pétrograd du 19 décembre 1915 au 19 janvier 1916, un ensemble de 39 œuvres qu'il appelle « suprématies », dont Quadrangle, connu sous le nom de Carré noir sur fond blanc, que Malevitch instituera plus tard en œuvre emblème du suprématisme. L'exposition souhaite faire table rase du passé pour promouvoir de nouvelles formes (0) tout en exposant une dizaine d'artistes (10).
Avec la Révolution de 1917, il est élu député au Soviet de Moscou. Malevitch accepte des fonctions institutionnelles comme enseignant à l'Académie de Moscou, puis à l'École artistique de Vitebsk, invité par Marc Chagall, ensuite à Petrograd en tant que chercheur. Il lutte également pour la démocratisation.
En 1918, il peint Carré blanc sur fond blanc, qui est considéré comme le premier monochrome de la peinture contemporaine.
En 1927, Malevitch part en voyage à Varsovie puis à Berlin où deux rétrospectives de ses œuvres sont organisées. Il laisse en Allemagne 70 tableaux, et un manuscrit, Le Suprématisme ou le Monde sans objet, republié par le Bauhaus (il avait été initialement publié en 1915). Durant la guerre, une quinzaine de ses tableaux disparaissent et ne seront jamais retrouvés, une partie se trouve au Stedelijk Museum d'Amsterdam et une autre au MoMA de New York.
Artiste prolifique, il ne cesse de peindre tout au long de sa vie.
En 1929, le pouvoir soviétique le stigmatise pour son « subjectivisme » et le qualifie de « rêveur philosophique ». Au cours des années 1930, les besoins du pouvoir soviétique en matière d'art ayant évolué, Kasimir Malevitch est sans cesse attaqué par la presse et perd ses fonctions officielles — il est même emprisonné et torturé psychologiquement. Même si les autorités lui décernent des funérailles officielles en 1935, la condamnation de son œuvre et du courant suprématiste s'accompagnent d'un oubli de plusieurs décennies[réf. nécessaire].
La reconnaissance de cet artiste intervient à partir des années 1970. Depuis, de nombreuses rétrospectives à travers le monde ont consacré Kasimir Malevitch comme l'un des maîtres de l'art abstrait.

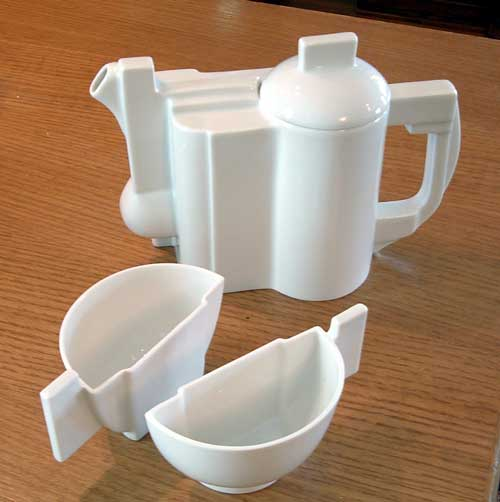
Théière et tasses constructivistes créées par Kasimir Malevitch en 1932.

## Son œuvre
De 1907 à 1935, il participe à 35 expositions d'avant-garde dans l'Empire russe, en URSS et à l'étranger. Malevitch est un membre actif de l'avant-garde artistique ukrainienne et polonaise et côtoie Kandinsky, Chagall, Matiouchine, El Lissitzky, Rodtchenko.
Parallèlement à son œuvre plastique, Malevitch produit des textes théoriques sur l'art. Une vingtaine d'écrits paraissent entre 1915 et 1930, mais de nombreux manuscrits restent non publiés. Tous ne sont pas directement liés aux seules pratiques artistiques. Ainsi par exemple, La Paresse comme vérité effective de l'homme, écrit en 1921, et publié aux éditions Allia en 1995 en langue française, texte révolutionnaire dans la mesure où le communisme lui-même y apparaît dépassable.
Les paysages et les scènes de la vie quotidienne présentent souvent une dominante du rouge et du vert, couleurs que l'on retrouve également dans certaines icônes orthodoxes. Les gouaches des années 1910-1911 sont influencées par le fauvisme mais aussi par le néo-primitivisme et le protocubisme. Dans les années 1912-1913, il produit des toiles cubistes et futuristes.

## Le suprématisme
En 1915, Malevitch peint trois éléments qu'il inclura plus tard parmi les éléments fondateurs du suprématisme : le Carré noir, la Croix noire et le Cercle noir.
Maniant des formes simples à caractère géométrique et unicolores, disposées sur la toile ou érigées dans le réel (architectones), le suprématisme montre le caractère infini de l'espace, et la relation d'attraction et de rejet des formes.
Pour Malevitch, l'art est un processus amenant la sensation (c’est-à-dire le rapport de l'artiste au monde) à se concrétiser en œuvre, grâce à un module formateur étranger au support, l'« élément additionnel », qui structure la masse picturale ou les matériaux. Il introduit le concept d'élément additionnel dans ses écrits des années 1920, ainsi que dans son enseignement.
Suivant son appellation, le suprématisme se pose comme modèle supérieur de la finalité artistique d'art pur, dominant et formant dans son sillage l'art appliqué[réf. nécessaire].
C'est sur la conception du rapport de l'art pur à l'art appliqué que Malevitch entre en conflit avec les constructivistes.

## Écrits théoriques
De 1915 à 1930, Malevitch théorise sur un développement de l’art moderne menant selon lui de « Cézanne au Suprématisme ».
En 1915, il publie dans une revue d'avant-garde dirigée par Mikhaïl Matiouchine « La grue » (Zhuravl), un article intitulé « Du cubisme au suprématisme, le nouveau réalisme en peinture » (Ot kubizma  do suprematizma.  Novy zhivopisny realizm). Cet article accompagnait l’exposition des premières œuvres suprématistes à la Dernière exposition futuriste, 0-10 de  Pétrograd dans le Bureau Artistique de Madame Dobytchina. Une brochure sera rééditée à l’identique début 1916.
En 1916, Malevitch publie une nouvelle version remaniée sous le titre « Du cubisme et du futurisme, le nouveau réalisme pictural » (Ot kubizma i futurizma do suprematizma. Novy zhivopisny realizm).
Ce texte diffère des versions antérieures et comporte l’ajout de deux nouvelles sections reproduisant une conférence publique donnée par Malevitch le 12 janvier 1916 à Saint Pétersbourg.
En 1919, dans sa résidence d’été à Nemtchinovka, près de Moscou, Malevitch rédige un texte encore plus long, « Des nouveaux systèmes en art » (O novykh sistemakh v iskusstve), qu’il fait publier à Vitebsk le 15 juillet 1919.
Entre 1928 et 1930, la revue ukrainienne Nova Generatsiia publie sous le titre Novoye Iskusstvo (Le nouvel art), une série de douze articles de Kasimir Malevitch sur l’évolution de la peinture moderne de Cézanne au Suprématisme.
Kasimir Malevitch y compare cent-treize œuvres de près de quarante artistes modernes. Les dix chapitres dont certains, trop longs pour être publiés d’un seul tenant, sont scindés en deux pour la publication, sont illustrés de près de cent-vingt reproductions de tableaux tirées de livres ou grandes revues d'art de l'époque comme les Peintres cubistes d'Apollinaire, Peinture et Sculpture Futuriste de Boccioni ou les revues bauhaus, il analyse le passage de l’art figuratif à l’abstraction et en déduit les conséquences sur le futur de l’art moderne.
Malevitch y expose longuement pourquoi le Nouvel Art voit disparaître l'objet de la surface de sa toile et quelles sont les conséquences de cette disparition.

## Œuvres

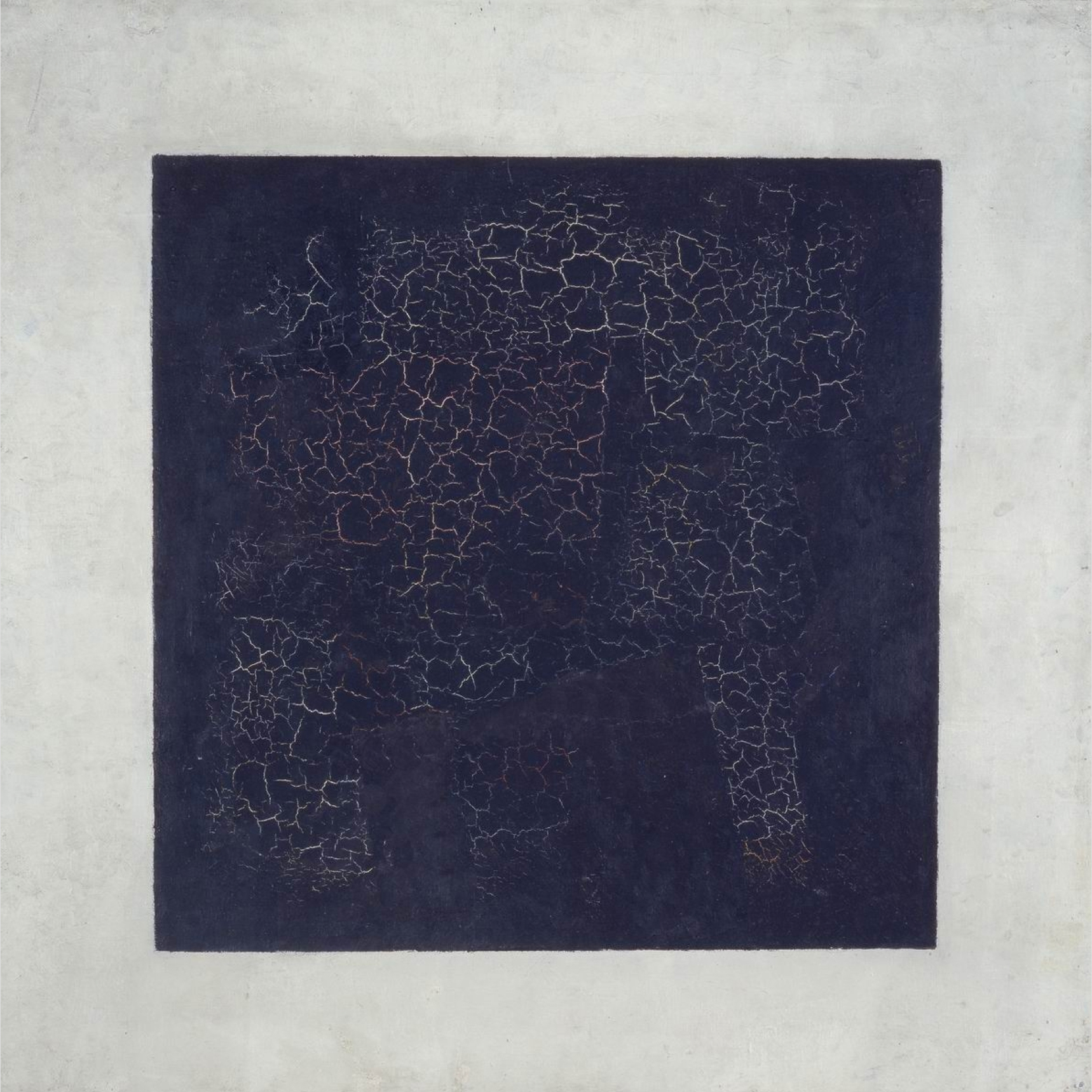
Carré noir sur fond blanc, 1915
Galerie Tretiakov, Moscou.

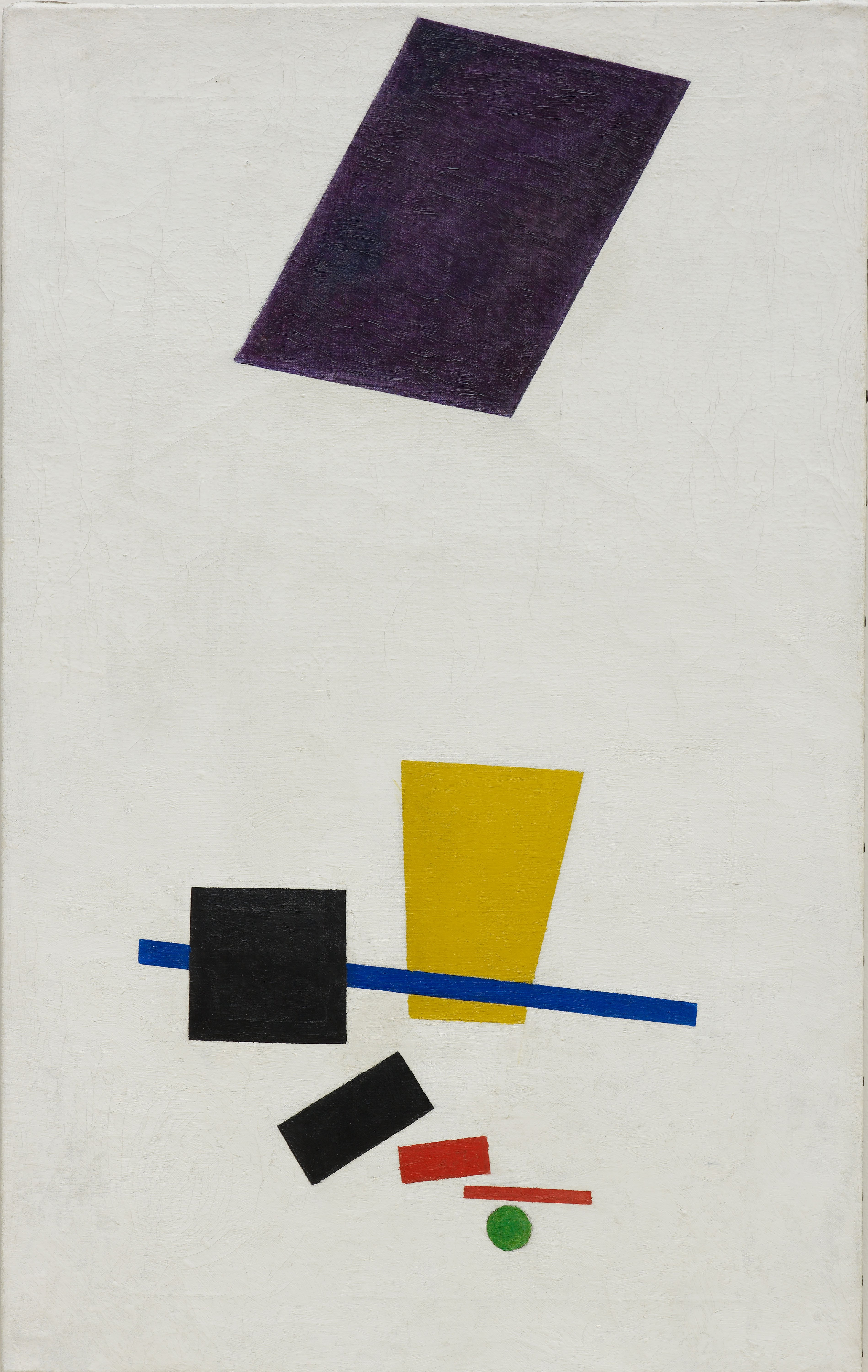
Réalité peinte d'un joueur de football. Masses colorées dans la 4e dimension, 1915, Art Institute of Chicago, Chicago.

- 1906 : Toit rouge, où l'influence de Monet est reconnaissable.
- 1908-1910 : Autoportrait.
- 1910 : Composition suprématiste, au MoMA, New York.
- 1911 :
  - Tête de paysan (Malevitch 1911), collection privée Saint-Petersbourg.
  - La Rentrée des moissons, au Stedelijk Museum, Amsterdam.
  - Frotteurs de parquet, gouache sur papier, inspiré de la toile de Gustave Caillebotte.
  - Sur le boulevard, gouache sur papier, Stedelijk Museum[22], Amsterdam.
  - Le Portrait d’Ivan Klioune.
  - Étude de paysan, gouache sur papier au Centre Pompidou, Paris.
  - La Vache et le Violon, musée Russe (Saint-Pétersbourg)[23], 1911 selon Malevitch.
- 1912 :
  - Le Matin à la campagne après l'orage, au Musée Solomon R. Guggenheim, New York.
  - Le Bûcheron, au Stedelijk Museum, Amsterdam.
  - Récolte de seigle, composition cubo-futuriste.
  - Le Faucheur, au Musée national des beaux-arts, Nijni Novgorod.
- 1913 :
  - Le Rémouleur, au Musée de la Yale University Art Gallery
  - Samovar, Museum of Modern Art, New York.
  - La Victoire sur le soleil, série de dessins pour le spectacle éponyme.
  - Le Fossoyeur, aquarelle où apparaît le premier carré noir.
  - Le Portrait de Mikhaïl V. Matiouchine, au Centre Pompidou, Paris[24].
- 1914
  - Soldat 1re division, collages.
  - Éclipse partielle avec Mona Lisa (1914), composition avec La Joconde (attentat contre le célèbre tableau, il annonce le dadaïsme).
  - L'Aviateur[24] au musée Russe, Saint-Pétersbourg.
  - Un Anglais à Moscou, au Stedelijk Museum, Amsterdam[25].
- 1915 :
  - Carré noir sur fond blanc (1915)[26] à la galerie Tretiakov, Moscou.
  - Autoportrait à deux dimensions.
  - Croix noire, Centre Pompidou, Paris (don de la Scaler Foundation et de la Beaubourg Foundation en 1980)[27].
  - Alogisme, au Centre Pompidou, Paris.
  - Stroyuschiysya dom, au National Gallery of Australia, Canberra[28], Australie.
  - Painterly Realism of a Football Player, à l'Art Institute of Chicago, États-Unis.
  - Femme au râteau, Galerie Tretiakov, Moscou[29].
- 1916 :
  - Peinture suprématiste, musée Wilhelm Hacke, Ludwigshafen.
  - Suprématisme (Supremus #58. Jaune et noir) , musée Russe, Saint-Pétersbourg.
- 1918 : Carré blanc sur fond blanc, réédition de la toile de 1915.
- 1917 : Suprematism[30], au Kawamura Memorial DIC Museum of Art à Sakura, au Japon.
- 1923 : Les Architectones, architectonique Beta (1926), constructions blanches constituées d'éléments collés à base cubique.
- Vers 1928- 1932
  - Deux figures d'hommes.
  - Paysage aux cinq maisons, musée Russe, Saint-Pétersbourg[31].
  - Pressentiment, musée Russe, Saint-Pétersbourg.
  - Filles à la campagne, musée Russe, Saint-Pétersbourg.
  - Paysans, musée Russe, Saint-Pétersbourg[32].
- 1923-1930 : Carré noir, musée national d'Art moderne, Paris
- 1930 : Paysanne au visage noir, en forme de cercueil.
- 1930-1931 :
  - Déportées (coupées en deux).
  - Sensation du danger[33], huile sur toile au Centre Pompidou, Paris.
  - Le Cheval blanc[34] au Centre Pompidou, Paris.
- 1932 :
  - Maison rouge, une prison aux murs aveugles pour montrer la souffrance russe.
  - Pressentiment complexe ou Buste avec une chemise jaune.
  - Fille avec un peigne dans les cheveux, galerie Tretiakov, Moscou.
- Vers 1932 : La Charge de la cavalerie rouge.

### Galerie

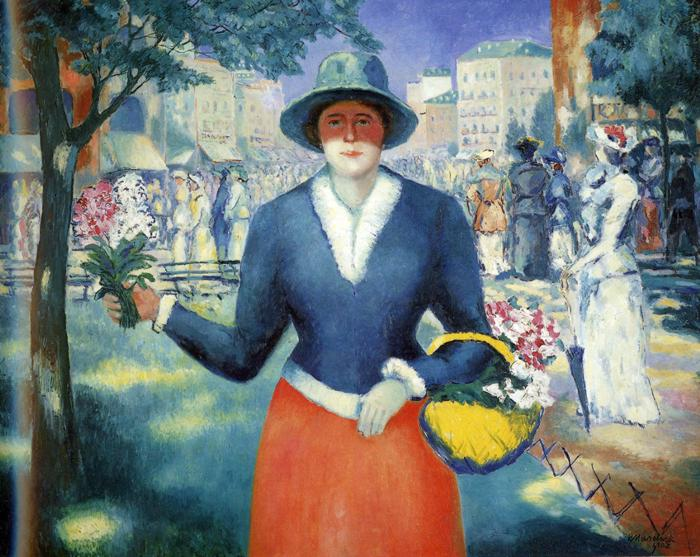
Fille aux fleurs (1903) musée Russe, Saint-Pétersbourg.
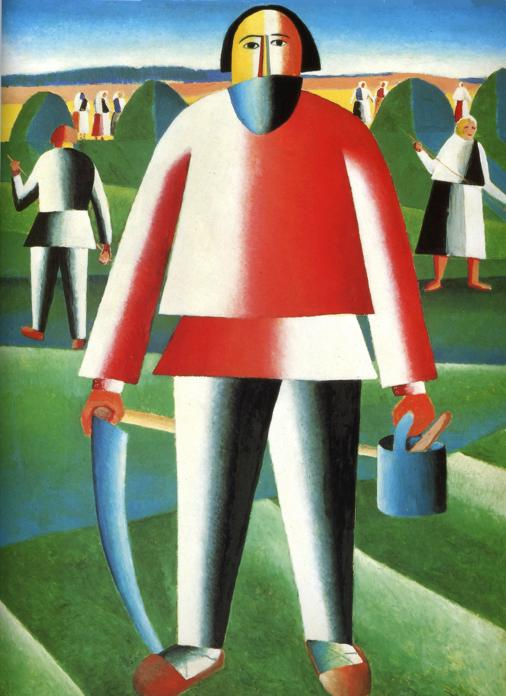
Coupeur de foin (1930), galerie Tretiakov, Moscou.
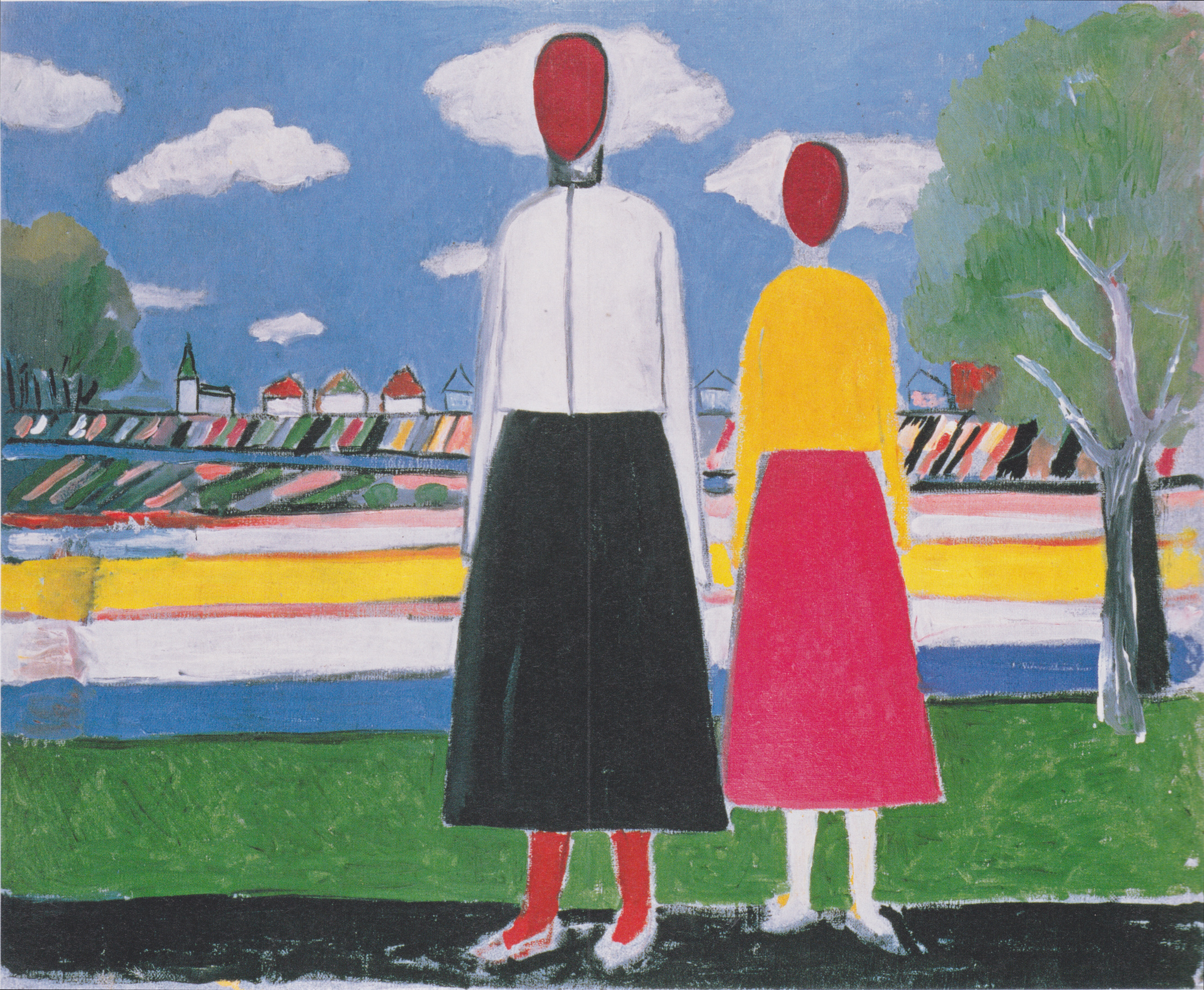
Deux figures dans un paysage, collection Merzbacher-Mayer (Suisse).
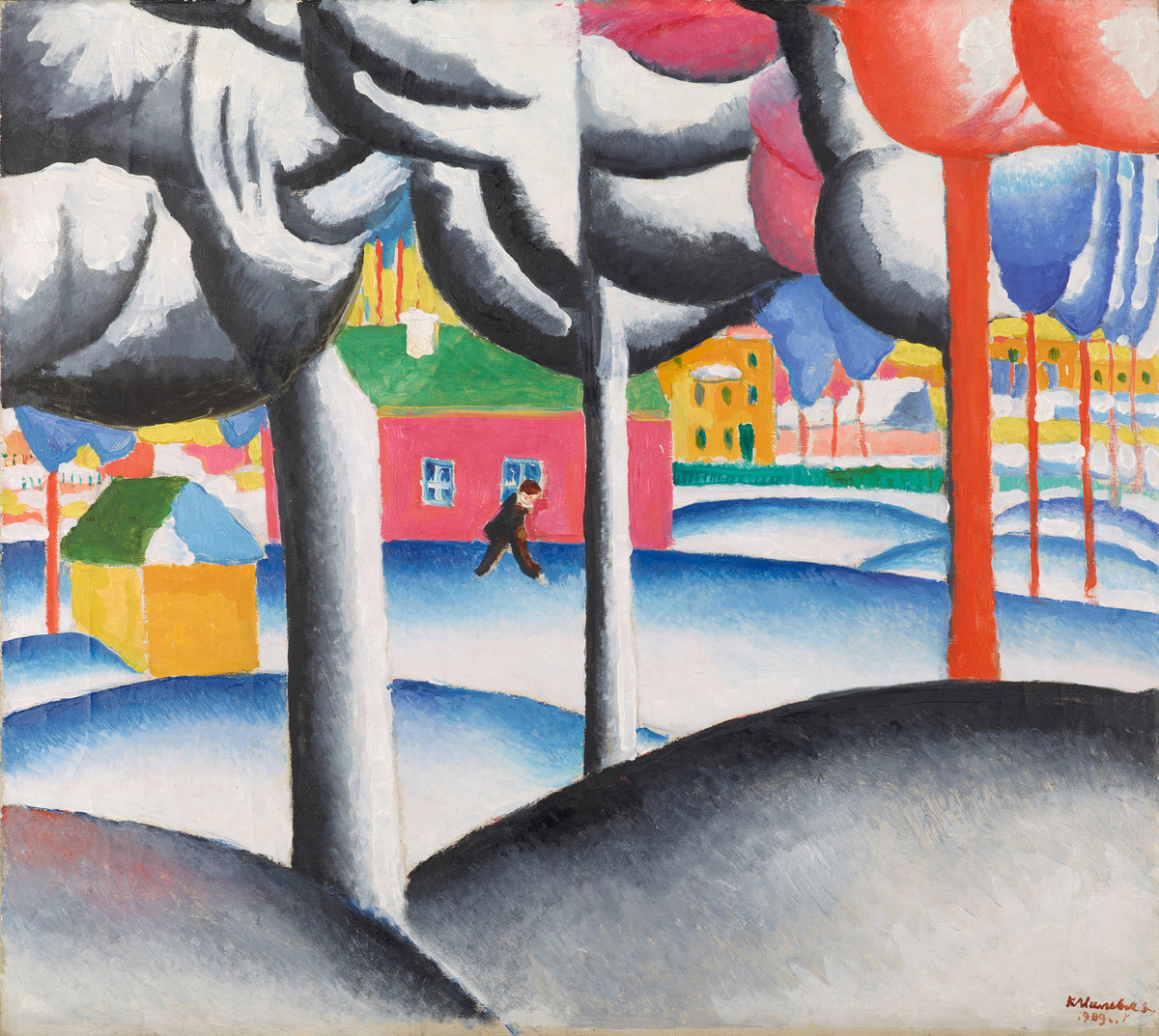
Paysage (L'Hiver), (1909), Museum Ludwig, Cologne.
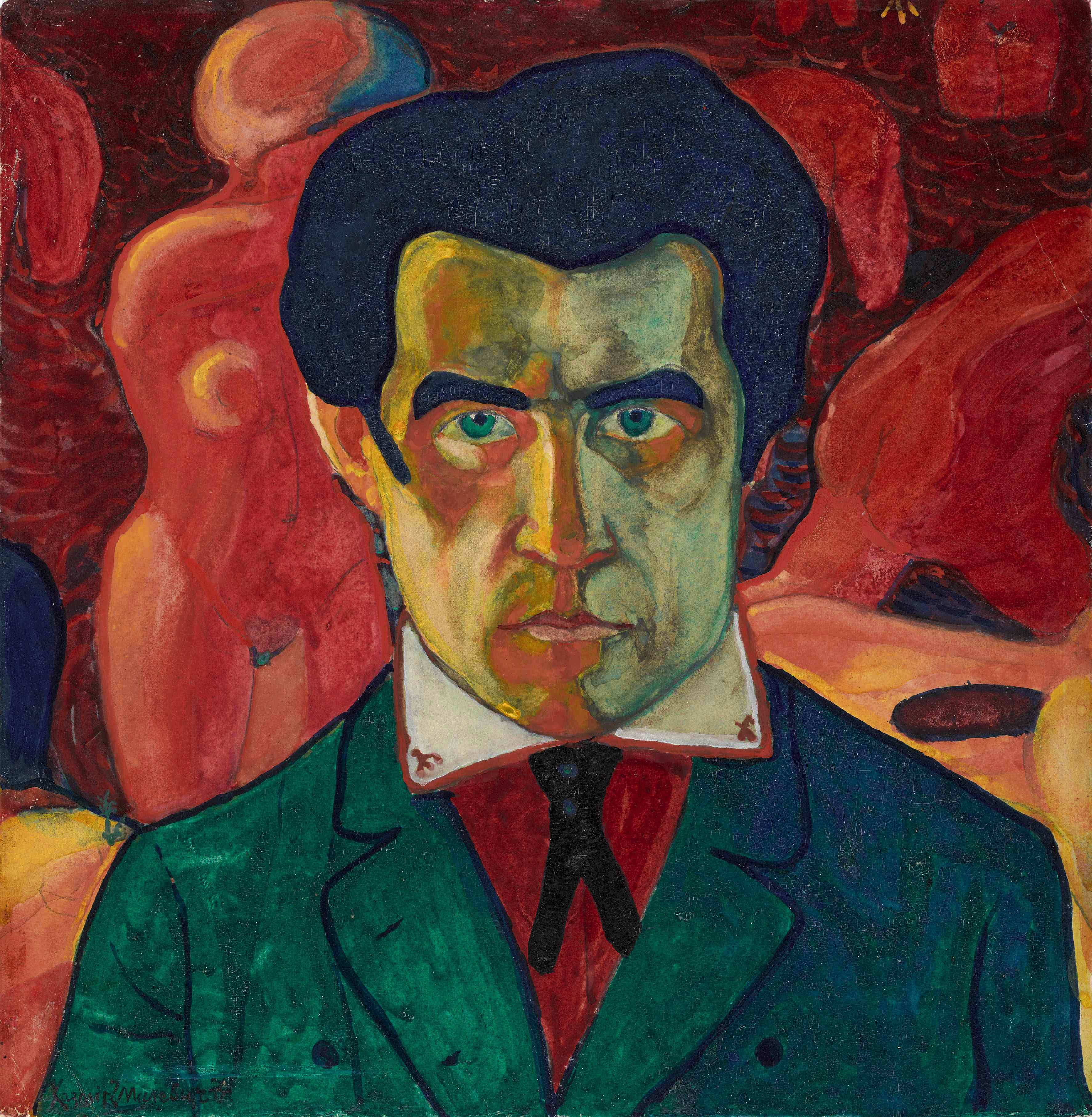
Autoportrait (1908 ou 1910-1911), galerie Tretiakov, Moscou.
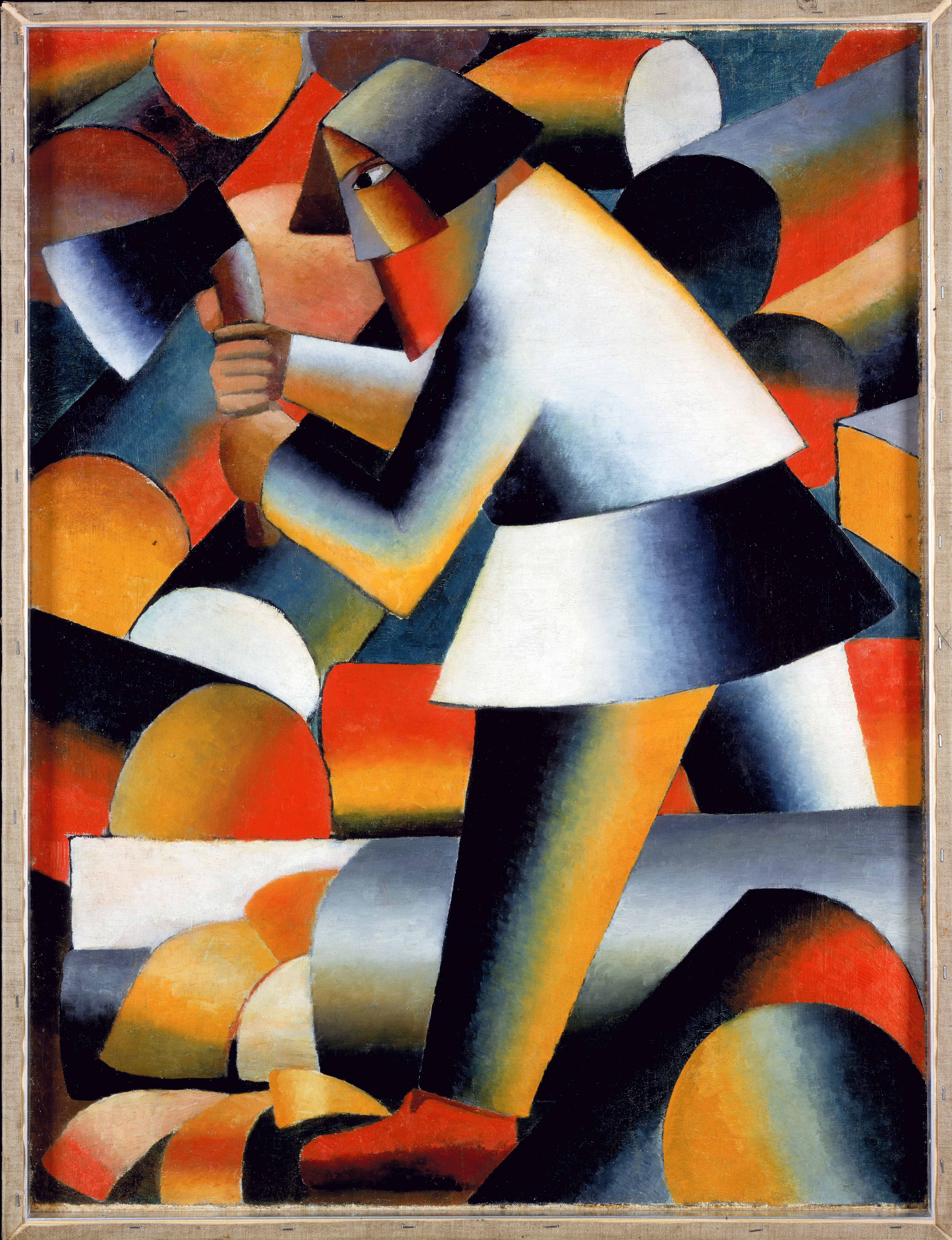
Le Bûcheron (1912-1913), Stedelijk Museum, Amsterdam.
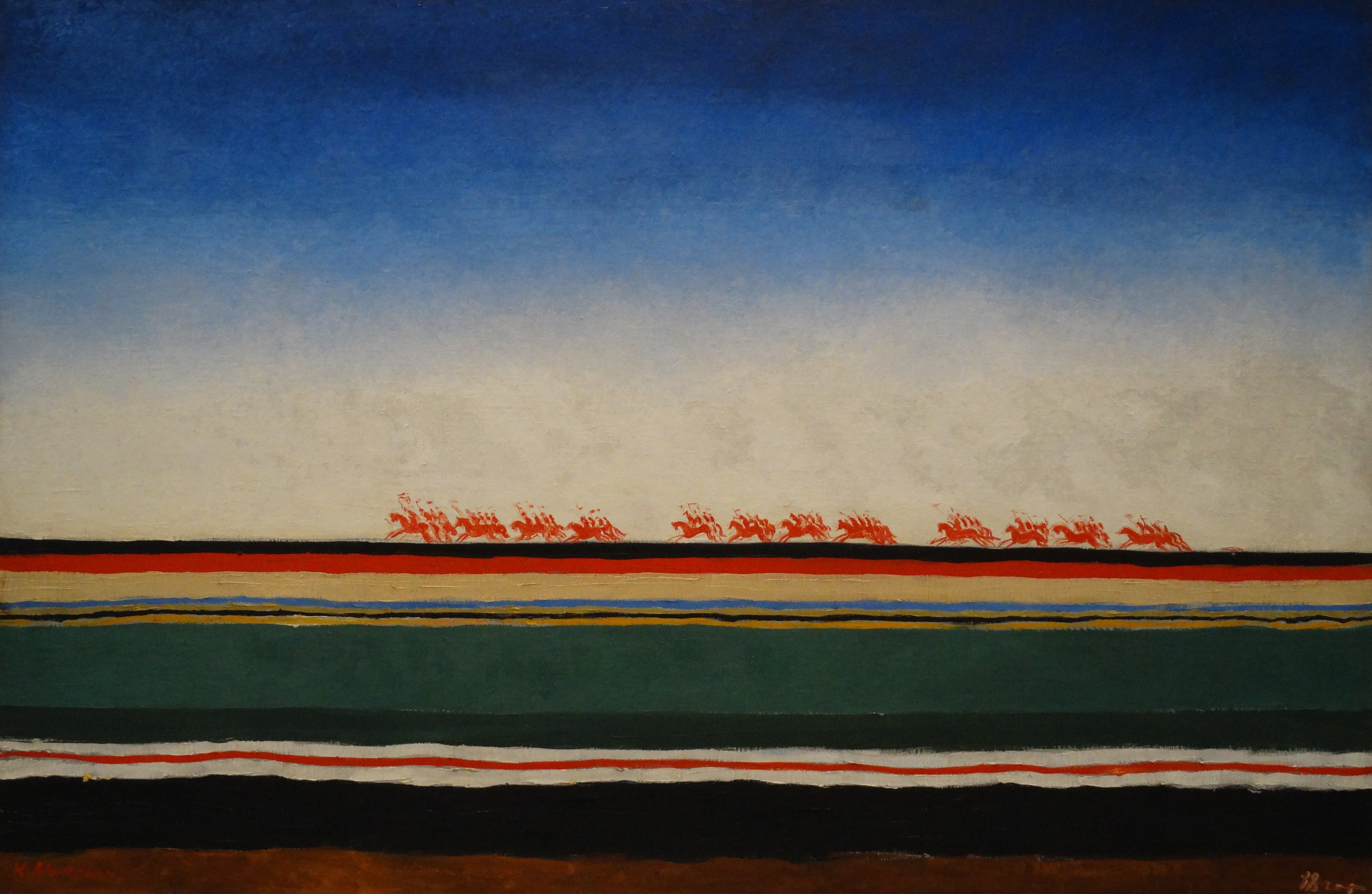
La Charge de la cavalerie rouge (vers 1932), musée Russe Saint-Pétersbourg.
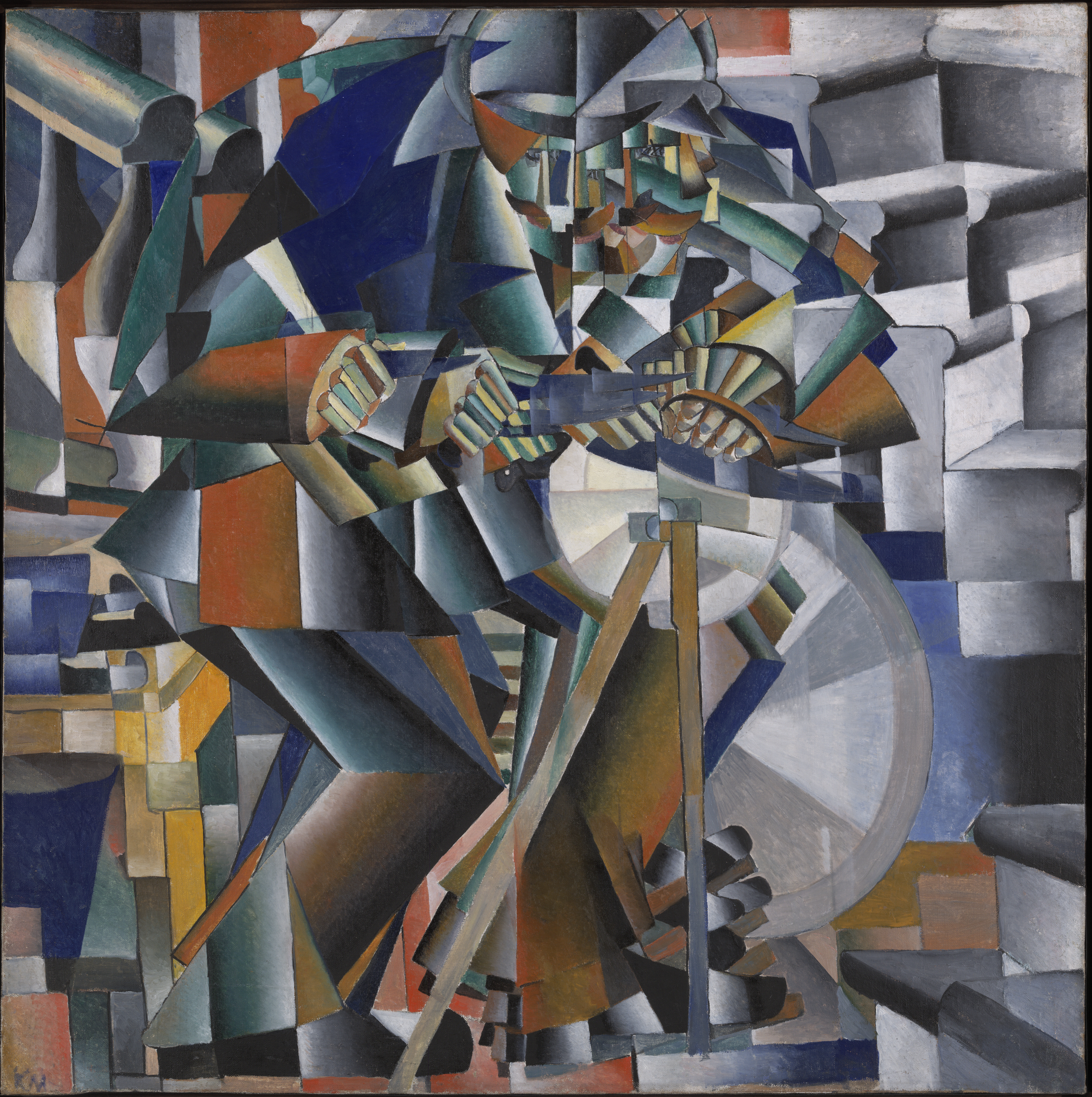
Le Rémouleur (1912-1913), Yale University Art Gallery.
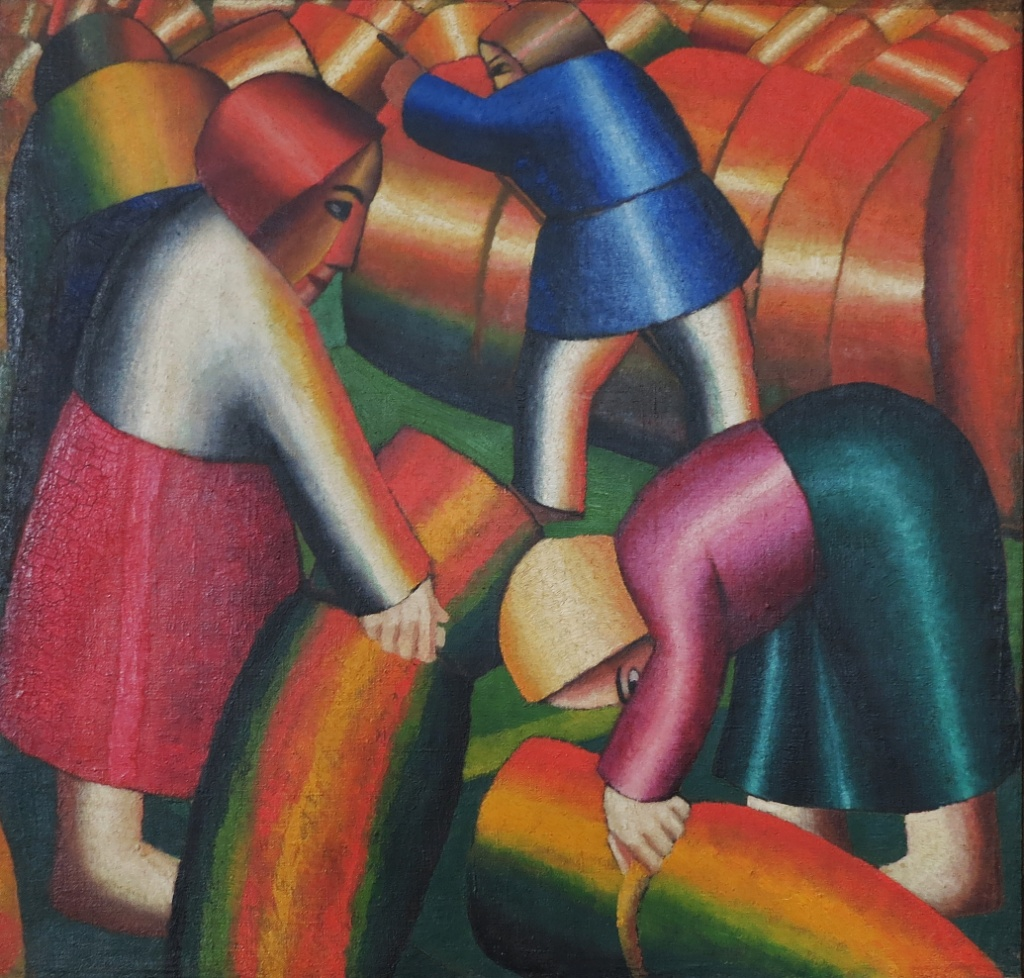
Récolte du seigle (1911), Stedelijk Museum, Amsterdam.
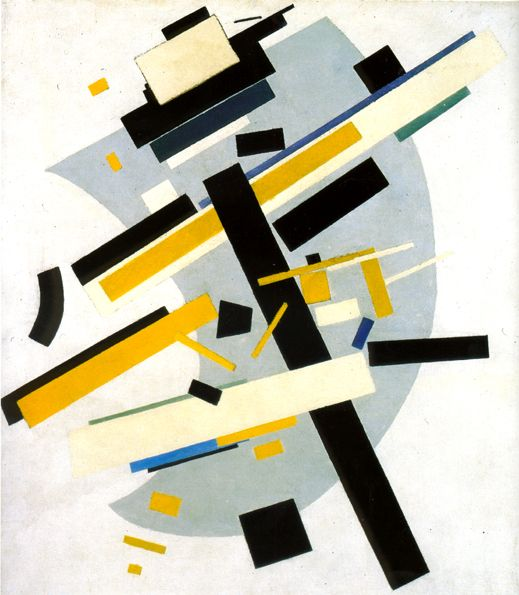
Suprématisme (Supremus #58. Jaune et noir) (1916), musée Russe Saint-Pétersbourg.
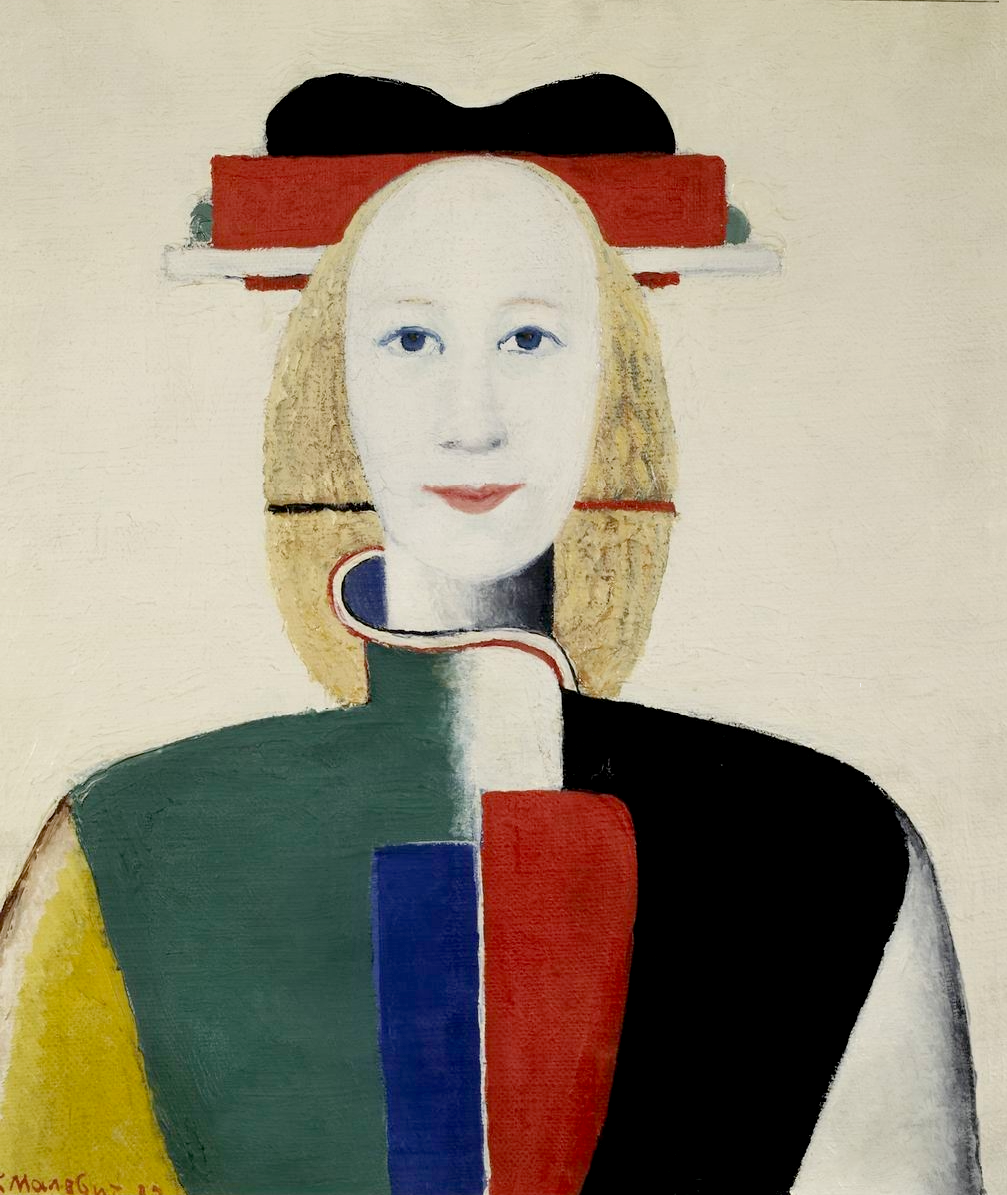
Fille avec un peigne dans les cheveux (1932-1933), galerie Tretiakov, Moscou.
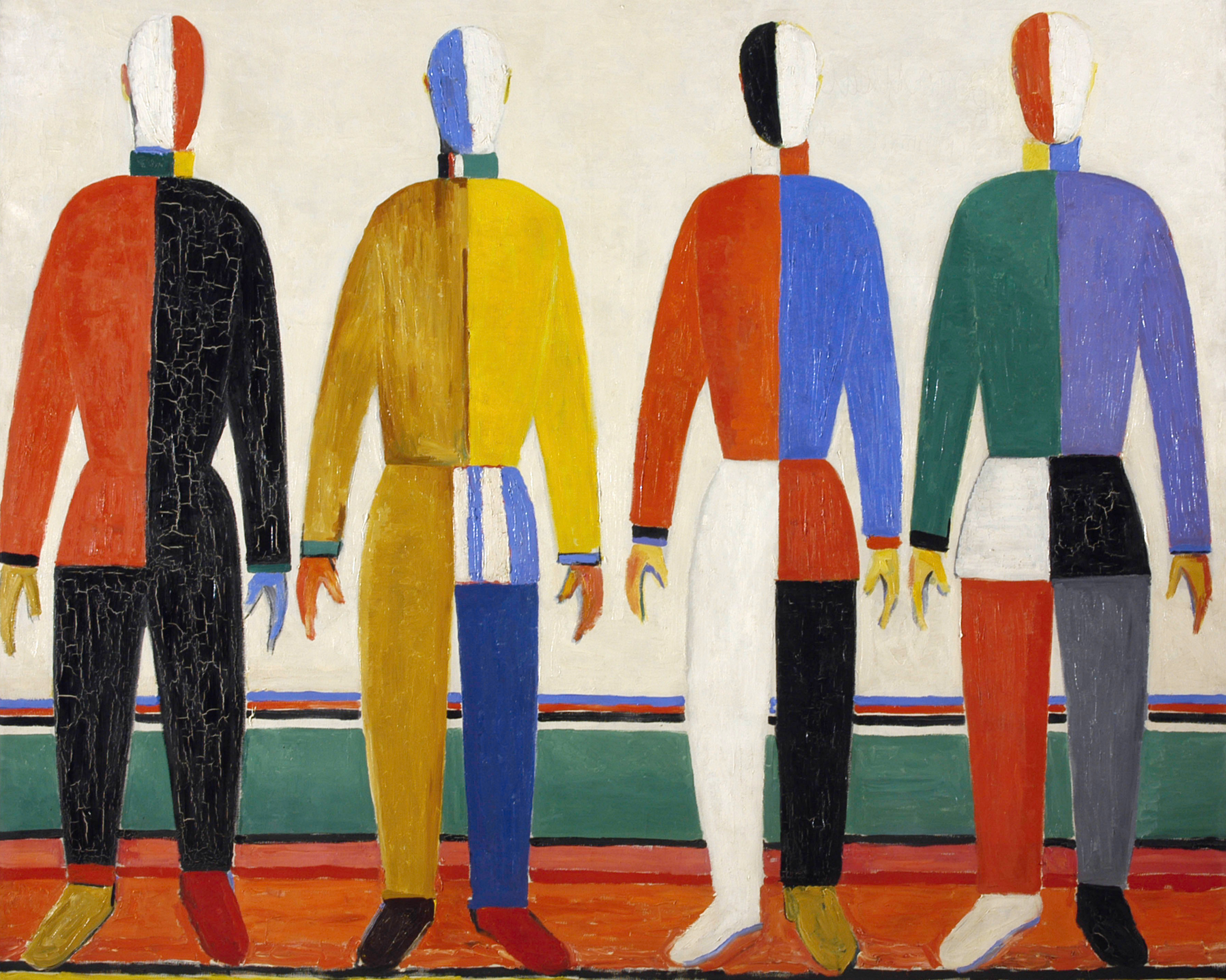
Les Sportifs (1928-1930), musée Russe, Saint-Pétersbourg.
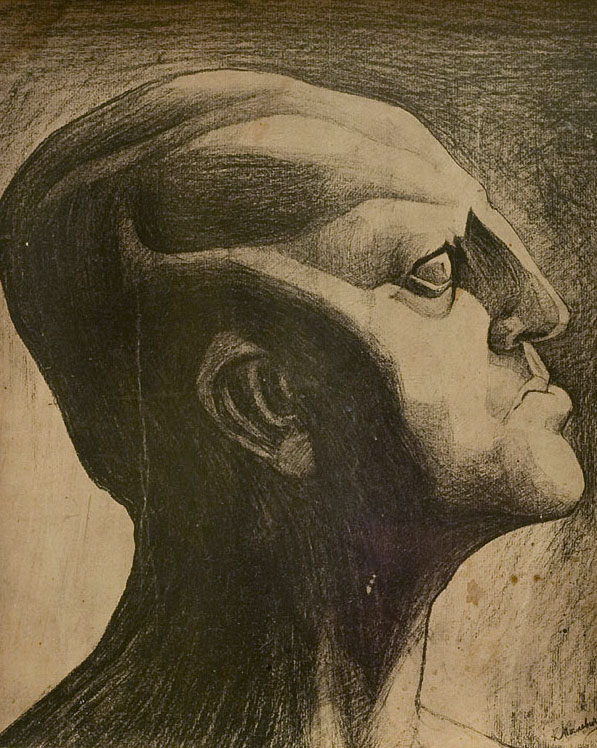
Vassili Katchalov (1908).
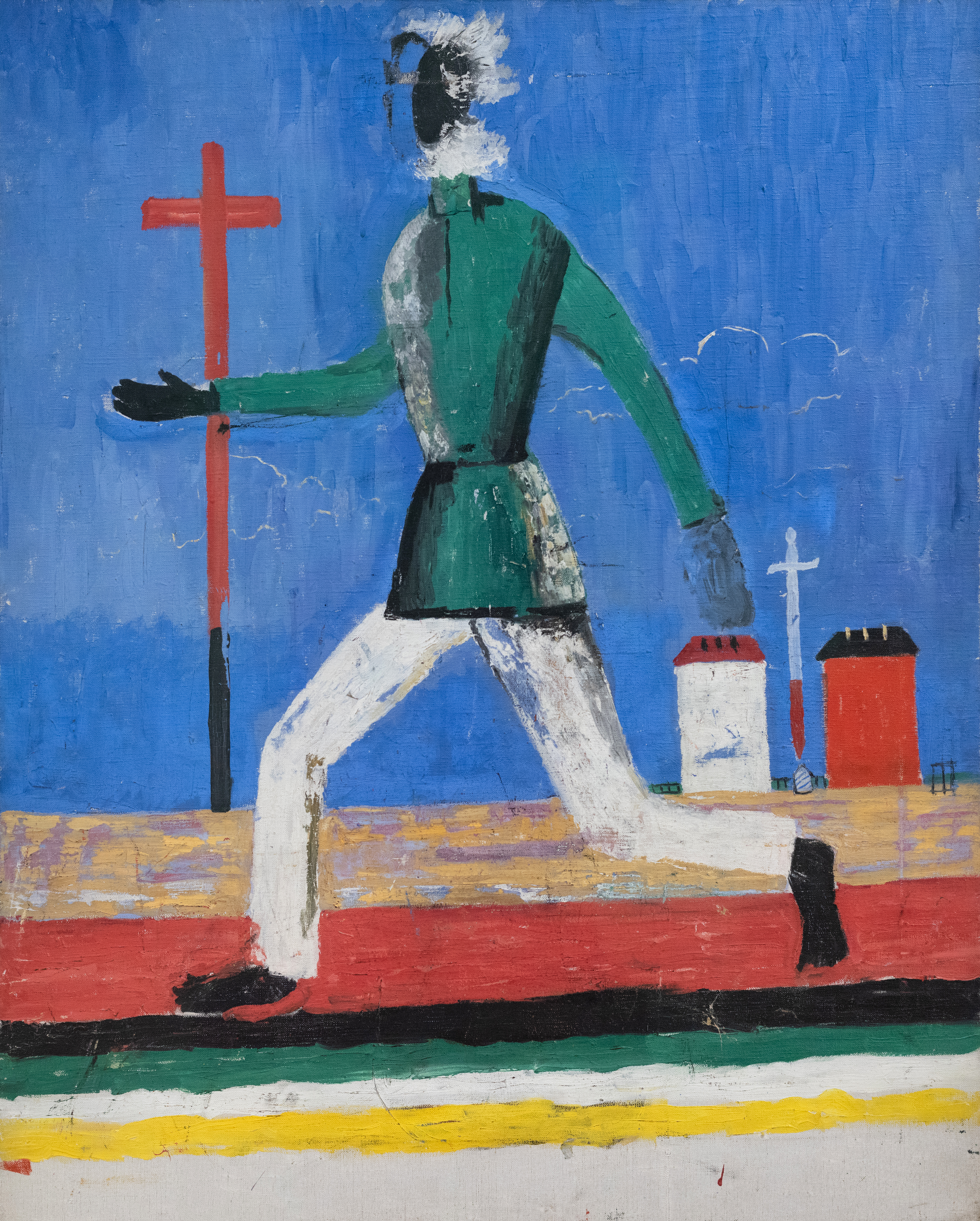
Sensation du danger, 1930

#### Écrits annotés de l'artiste
- Écrits, présentés par Andréi Nakov, traduits du russe par Andrée Robel, illustrations, Paris, éditions Champ Libre, 1975.
- Écrits (livre illustré et traduit du russe par Jean-Claude Marcadé), Paris, Allia, 2015, 688 p. (ISBN 9782844858863)
- La Paresse comme vérité effective de l'homme, trad. Régis Gayraud, Allia, 1995, nombreuses rééditions.
- Écrits sur l'art, tome 1 : De Cézanne au suprématisme, L'Âge d'Homme, 1993.
- Écrits sur l'art, tome 2 : Le Miroir suprématiste, L'Âge d'Homme, 1993.
- Écrits sur l'art, tome 3 : Arts de la représentation, L'Âge d'Homme, 1993.
- Écrits sur l'art, tome 4 : La Lumière et la Couleur. Textes inédits de 1918 à 1928, L'Âge d'Homme, 1993.

#### Monographies
- Gilles Néret, Kazimir Malévitch et le suprématisme (1878-1935), Taschen, 96 p.  (ISBN 978-3-8228-1962-3).
- Jean-Claude Marcadé, Malevitch, Casterman, 1990  (ISBN 2-7079-0025-7).
- Andréi Nakov, Malévitch. Aux avant-gardes de l'art moderne, Gallimard, coll. « Découvertes Gallimard », 2003, 128 p.  (ISBN 978-2-07-030192-8).
- Shishanov V.A. [:ru:Витебский музей современного искусства Vitebsk Museum of the Modern Art] History of Creation and Collection. 1918-1941. Minsk, Medisont, 2007, 144 p..
- Andréi Nakov, Kazimir Malewicz le peintre absolu, Thalia Édition, Paris, 2007, 4 vol. , 1 596 p., 1 642 illustrations.
- Jeannot Simmen et Jolja Kohlhoff, Malévitch, (trad. Catherine Makarius), Könemann, Cologne, 2000  (ISBN 3-8290-2925-X).
- Frédéric Valabrègue, Kasimir Sévérinovitch Malévitch. J'ai découvert un monde nouveau, Images en manœuvre, coll. « Une vie d'artiste », 1999, 352 p.  (ISBN 978-2-908445-15-2).

#### Autre
- Emmanuel Bénézit, Dictionnaire critique et documentaire des peintres, sculpteurs, dessinateurs et graveurs de tous les temps et de tous les pays, vol. 9, éditions Gründ, janvier 1999, 13440 p. (ISBN 2-7000-3019-2), p. 99-101.
- La Victoire sur le soleil : opéra futuriste russe, livret de A. Kroutchonukh, prologue de M. Matiouchine, décors et costumes de K. Malevitch (livret : traduction, notes et postface de Jean-Claude Marcadé et Valentine Marcadé), l'Âge d'homme, 1976, 98 p. (BNF 34604570, présentation en ligne)
- Andréi Nakov, Malewicz, au-delà des censures, éditions Selena, octobre 2023.
- En 2014 sort le film russe Chagall - Malevitch d'Aleksandr Mitta, qui traite de la correspondance et de la relation entre Marc Chagall et Kasimir Malevitch.